# Jeff Jarrett
Jeffrey "Jeff" Leonard Jarett (n. 14 iulie 1967, Tennessee, SUA) este un wrestler american ce a evoluat în anii '90 în promoțiile World Championship Wrestling (WCW) și World Wrestling Federation. În anul 2002, Jarrett a fost unul din co-fondatorii promoției Total Nonstop Action Wrestling. Pe lângă evoluțiile sale în această federație, Jarrett ocupă în prezent postul de vicepreședinte al companiei TNA Entertainment.